# Hillingsbergets naturreservat
Hillingsbergets naturreservat är ett naturreservat i Sala kommun i Västmanlands län.
Området är naturskyddat sedan 2019 och är 99 hektar stort. Reservatet ligger norr om Sala, sydväst om sjön Hillingen och består av äldre barrskog.